# デンマーク王立管弦楽団
デンマーク王立管弦楽団（デンマーク語: Det Kongelige Kapel）は、デンマークの首都コペンハーゲンに本拠を置くオーケストラ。デンマーク王立歌劇場（デンマーク語: Den Kongelige Operas）でのオペラ公演も行う。

## 概要
1448年に設立したとされ、世界最古のオーケストラと言われる。小編成の宮廷専属楽団として発足し、その後は国王の音楽への関心の度合いや戦争により目まぐるしく編成規模が変化した。1769年にはオペラ座と王立劇場の専属楽団となる。
1883年から25年間ヨハン・スヴェンセンが頻繁に指揮し楽団の組織が安定するようになった。この頃、作曲家ニールセンが同団の第2ヴァイオリン奏者及び指揮者として活躍した。
20世紀に入ると、リヒャルト・シュトラウス、ストラヴィンスキー、クレンペラー、ラフマニノフ、フルトヴェングラー、ブルーノ・ワルター、クナーパッツブッシュ、エーリヒ・クライバー、ストコフスキーなどの大物スターを指揮台に招いている。
レコーディングは、ベルグルンド指揮によるニールセン交響曲全集や、レナード・バーンスタイン指揮でニールセンの交響曲第3番、変わったところではデンマーク王フレゼリク9世が指揮した音源などがある。

## 歴代首席指揮者
- パーヴォ・ベルグルンド（1993年 - 1998年）
- ミカエル・ショーンヴァント（デンマーク語版、英語版）（2000年 - 2011年）
- ミヒャエル・ボーダー（ドイツ語版、英語版）（2012年 - 2016年）[2]
- アレクサンドル・ヴェデルニコフ（2018年 - 2020年）[4]
- パオロ・カリニャーニ（イタリア語版、英語版）（2021年 - 2024年）
- マリー・ジャコー（フランス語版、英語版）（2024年 - ）